# Lars Bastrup
Lars Bastrup (Levring, 31 luglio 1955) è un ex calciatore danese, di ruolo attaccante.

## Carriera
Fu calciatore danese dell'anno nel 1980. Passò poi all'Amburgo con cui vinse la Bundesliga nel 1982 e il double Coppa dei Campioni-campionato l'anno seguente. Nel 1985 fu capocannoniere del campionato danese con la maglia dell'Ikast.

## Palmarès

### Club

#### Competizioni nazionali
- Campionato tedesco: 2

Amburgo: 1981-1982, 1982-1983

#### Competizioni internazionali
- Coppa dei Campioni: 1

Amburgo: 1982-1983

### Individuale
- Calciatore danese dell'anno: 1

1980
- Capocannoniere del campionato danese: 1

1985 (20 reti)